# Ordine al merito militare José María Córdova
L'Ordine al merito militare "José María Córdova" è un'onorificenza concessa dalla Colombia.

## Storia
L'ordine è stato fondato il 23 dicembre 1950 per premiare gli atti di coraggio. L'ordine è dedicato al generale José María Córdova.

## Classi
L'ordine dispone delle seguenti classi di benemerenza:
- Gran croce
- Grand'ufficiale
- Commendatore
- Ufficiale
- Cavaliere
- Membro

| Membro       | Cavaliere       | Ufficiale  |
| Commendatore | Grand'ufficiale | Gran croce |

## Insegne
- Il nastro è rosso con bordi gialli, blu e rossi per tutte le classi eccetto quella di membro il cui nastro è completamente rosso.